# Битка за Крушевац 1941.
Битка за Крушевац је борба која се одиграла 23. септембра 1941. године између устаника (четника и партизана) и Немаца током Другог светског рата.
Средином септембра 1941. године генерал Љубо Новаковић преноси мајору Драгутину Кесеровићу наређење Драже Михаиловића да је отпочео „општи устанак” у Шумадији нападима на све градове у којима су Немци. Кесеровићев задатак био је заузимање Крушевца (14.000 становника), блокада Трстеника и заузимање Жупе.
Командант Кесеровић одржао је састанак са својим официрима 19. септембра 1941. године у селу Бовану, на коме је договорено прегруписавања снага ради напада на Немце у Крушевцу. Такође, Кесеровић се договорио и са партизанима да учествују у овој акцији. Он издаје наређење о мобилизацији и 21. септембра присуствује заклетви 6.000 регрута испред манастира Стрмци и на простору села Разбојна код Бруса.
Мајор Драгутин Кесеровић је тада под командом за напад на град имао око 3.000 четника, мада нису сви имали оружје. Расински партизански одред је имао око 80 бораца. Према унапред утврђеном плану затворени су сви прилази граду. Немци су у Крушевцу имали посадне снаге јачине око 400 војника. Мајор Кесеровић је у договорено време извршио јуриш са својим четницима, чији су делови успели да продру до самог центра града. Међутим, Немци су пружили жесток отпор из гимназије, која је била њихово најјаче утврђене у граду и очекујући сваког тренутка да им стигне појачање. Из правца Сталаћа стигао је немачки оклопни воз, после чега Немци разбијају четничку опсаду.
Губици Немаца били су 4 мртва официра, 22 мртва војника и 80 рањених. Губици четника 16 погинулих, 73 рањених и 7 погинулих грађана. Немци су убрзо стрељали у знак одмазде на Багдали око 80 српских цивила. Немци у Крушевцу нису извршили одмазду „стотину за једног”, као у другим местима у Србији. Мајор Кесеровић се упутио са својим снагама у правцу Краљева, ради напада на Немце у том граду.